# Андрија (град)
Андрија (итал. Andria) је град у јужној Италији. Андрија је највећи град и једно од средишта округа Барлета-Андрија-Трани у оквиру италијанске покрајине Апулија.

## Природне одлике
Град Андрија налази се у јужном делу Италије, на 50 км западно од Барија. Град се налази на у приобалној равници, близу јужне обале Јадранског мора (15ак километара). Јужно од града се издиже предапенинско побрђе.

## Географија
| Клима (Андрија)            | Клима (Андрија) | Клима (Андрија) | Клима (Андрија) | Клима (Андрија) | Клима (Андрија) | Клима (Андрија) | Клима (Андрија) | Клима (Андрија) | Клима (Андрија) | Клима (Андрија) | Клима (Андрија) | Клима (Андрија) | Клима (Андрија) |
| Показатељ \ Месец          | .Јан.           | .Феб.           | .Мар.           | .Апр.           | .Мај.           | .Јун.           | .Јул.           | .Авг.           | .Сеп.           | .Окт.           | .Нов.           | .Дец.           | .Год.           |
| -------------------------- | --------------- | --------------- | --------------- | --------------- | --------------- | --------------- | --------------- | --------------- | --------------- | --------------- | --------------- | --------------- | --------------- |
| Средњи максимум, °C (°F)   | 10,5 (50,9)     | 11,4 (52,5)     | 13,6 (56,5)     | 17,4 (63,3)     | 22,2 (72)       | 26,5 (79,7)     | 29,1 (84,4)     | 29,3 (84,7)     | 25,4 (77,7)     | 20,2 (68,4)     | 15,7 (60,3)     | 12,1 (53,8)     | 29,3 (84,7)     |
| Средњи минимум, °C (°F)    | 4,2 (39,6)      | 4,3 (39,7)      | 6,0 (42,8)      | 8,5 (47,3)      | 12,3 (54,1)     | 16,2 (61,2)     | 18,8 (65,8)     | 19,0 (66,2)     | 16,2 (61,2)     | 12,4 (54,3)     | 8,6 (47,5)      | 5,8 (42,4)      | 4,2 (39,6)      |
| Количина падавина, mm (in) | 61 (24)         | 64 (25,2)       | 58 (22,8)       | 42 (16,5)       | 39 (15,4)       | 30 (11,8)       | 21 (8,3)        | 27 (10,6)       | 47 (18,5)       | 68 (26,8)       | 74 (29,1)       | 66 (26)         | 597 (235)       |
| [ тражи се извор ]         |                 |                 |                 |                 |                 |                 |                 |                 |                 |                 |                 |                 |                 |

## Становништво
Према резултатима пописа становништва 2011. у општини је живело 100.052 становника.
| 1931.  | 1936.  | 1951.  | 1961.  | 1971.  | 1981.  | 1991.  | 2001.  | 2011.   |
| ------ | ------ | ------ | ------ | ------ | ------ | ------ | ------ | ------- |
| 55.006 | 56.152 | 66.254 | 70.831 | 77.065 | 84.661 | 90.063 | 95.653 | 100.052 |

Андрија данас има око 99.000 становника, махом Италијана. Последњих деценија број становника у граду расте.

## Партнерски градови
- Монте Сант’Анђело
- Алберобело
- Драч

## Галерија
- Градска кућа
- Замак дел Монте
- Палата Ћећи
- Један од градских тргова